# 南涅水观音阁
南涅水观音阁，俗称水阁凉亭，位于山西省长治市沁县城北30公里的牛寺乡南涅水村的泉水上。

## 历史
南涅水观音阁为清代建筑物。

## 建筑
南涅水观音阁坐北朝南，三开间，歇山顶